# Lijst van voetbalinterlands Cambodja - Myanmar
Deze lijst van voetbalinterlands is een overzicht van alle officiële voetbalwedstrijden tussen de nationale teams van Cambodja en Myanmar. De landen hebben tot op heden 21 keer tegen elkaar gespeeld. De eerste ontmoeting, een vriendschappelijke wedstrijd, vond plaats op 3 september 1957 in Shah Alam (Maleisië). Het laatste duel, een groepswedstrijd tijdens de Zuidoost-Azië Cup 2018, werd gespeeld in Mandalay op 12 november 2018.

## Wedstrijden
| №  | Plaats       | Datum             | Competitie                          | Wedstrijd              | Uitslag |
| -- | ------------ | ----------------- | ----------------------------------- | ---------------------- | ------- |
| 1  | Shah Alam    | 3 september 1957  | Vriendschappelijk                   | Cambodja − Birma       | 0 − 2   |
| 2  | Rangoon      | 11 december 1961  | Zuidoost-Aziatische Spelen 1961     | Birma − Cambodja       | 4 − 0   |
| 3  | Rangoon      | 16 november 1967  | Azië Cup 1968 kwalificatie          | Birma − Cambodja       | 1 − 0   |
| 4  | Bangkok      | 13 december 1970  | Aziatische Spelen 1970              | Birma − Khmerrepubliek | 2 − 1   |
| 5  | Jakarta      | 14 juni 1971      | Vriendschappelijk                   | Birma − Khmerrepubliek | 8 − 0   |
| 6  | Jakarta      | 20 juni 1972      | Vriendschappelijk                   | Khmerrepubliek − Birma | 3 − 0   |
| 7  | Kuala Lumpur | 28 juli 1972      | Vriendschappelijk                   | Khmerrepubliek − Birma | 2 − 1   |
| 8  | Seoel        | 30 september 1973 | Vriendschappelijk                   | Birma − Khmerrepubliek | 0 − 0   |
| 9  | Seoel        | 20 mei 1974       | Vriendschappelijk                   | Birma − Khmerrepubliek | 6 − 0   |
| 10 | Singapore    | 5 september 1996  | Zuidoost-Azië Cup 1996              | Birma − Cambodja       | 5 − 0   |
| 11 | Jakarta      | 14 oktober 1997   | Zuidoost-Aziatische Spelen 1997     | Birma − Cambodja       | 1 − 3   |
| 12 | Jakarta      | 19 december 2002  | Zuidoost-Azië Cup 2002              | Birma − Cambodja       | 5 − 0   |
| 13 | Jakarta      | 22 augustus 2008  | Vriendschappelijk                   | Cambodja − Birma       | 1 − 7   |
| 14 | Soreang      | 9 december 2008   | Zuidoost-Azië Cup 2008              | Birma − Cambodja       | 3 − 2   |
| 15 | Dhaka        | 30 april 2009     | AFC Challenge Cup 2010 kwalificatie | Birma − Cambodja       | 1 − 0   |
| 16 | Rangoon      | 11 oktober 2012   | Zuidoost-Azië Cup 2012 kwalificatie | Myanmar − Cambodja     | 3 − 0   |
| 17 | Vientiane    | 18 oktober 2014   | Zuidoost-Azië Cup 2014 kwalificatie | Cambodja − Myanmar     | 0 − 1   |
| 18 | Nonthaburi   | 5 juni 2015       | Vriendschappelijk                   | Cambodja − Myanmar     | 1 − 0   |
| 19 | Rangoon      | 23 november 2016  | Zuidoost-Azië Cup 2016              | Myanmar − Cambodja     | 3 − 1   |
| 20 | Phnom Penh   | 9 november 2017   | Vriendschappelijk                   | Cambodja − Myanmar     | 1 − 2   |
| 21 | Mandalay     | 12 november 2018  | Zuidoost-Azië Cup 2018              | Myanmar − Cambodja     | 4 − 1   |

## Samenvatting
| Competitie                     | Totaal gespeeld | Winst Cambodja | Gelijk | Winst Myanmar | Doelsaldo Cambodja – Myanmar |
| ------------------------------ | --------------- | -------------- | ------ | ------------- | ---------------------------- |
| Azië Cup-kwalificatie          | 1               | 0              | 0      | 1             | 0 − 1                        |
| AFC Challenge Cup-kwalificatie | 1               | 0              | 0      | 1             | 0 − 1                        |
| Zuidoost-Azië Cup              | 5               | 0              | 0      | 5             | 4 − 20                       |
| Zuidoost-Azië Cup-kwalificatie | 2               | 0              | 0      | 2             | 0 − 4                        |
| Aziatische Spelen              | 1               | 0              | 0      | 1             | 1 − 2                        |
| Zuidoost-Aziatische Spelen     | 2               | 1              | 0      | 1             | 3 − 5                        |
| Vriendschappelijk              | 9               | 3              | 1      | 5             | 8 − 26                       |
| Totaal                         | 21              | 4              | 1      | 16            | 16 − 59                      |

Wedstrijden bepaald door strafschoppen worden, in lijn met de FIFA, als een gelijkspel gerekend.